# Большая охота на акул
«Большая охота на акул» (англ. The Great Shark Hunt) — сборник статей американского гонзо-журналиста Хантера Стоктона Томпсона. Оригинал сборника был издан в 1979 году издательством Summit Books под названием «The Gonzo Papers, Vol. 1: The Great Shark Hunt: Strange Tales from a Strange Time» (рус. Бумаги Гонзо, Том. 1: Большая охота на акул: Странные сказки странного времени) и являлся первой из четырёх книг серии «The Gonzo Papers». Позже он неоднократно переиздавался различными издательствами, а в 2011 году был переведен на русский язык.

## Содержание
Книга представляет собой сборник статей Томпсона, написанные им с середины 1950-х вплоть до конца 1970-х годов. Прослеживается переход от ранних работ на спортивные темы к зрелым гонзо-творениям на политические и общественные темы. Томпсон писал статьи для различных журналов, многие из них были опубликованы в National Observer, Rolling Stone, Scanlan's Monthly, The New York Times, Playboy и других. Книга также содержит выдержки из двух предыдущих работ Хантера «Страх и отвращение в Лас-Вегасе» и «Страх и отвращение в ходе избирательной кампании '72». Большинство первых изданий статей сопровождали иллюстрации Ральфа Стедмана, однако, к моменту выхода сборника они успели бесследно исчезнуть.

## Герои
В ходе своей работы Хантер общался с многими известными личностями. В некоторых статьях вместе с ним действуют английский иллюстратор Ральф Стедман, чиканский адвокат Оскар Зета Акоста, французский лыжник Жан-Клод Килли и американский футболист О. Дж. Симпсон. Среди политических деятелей чаще всего упоминаются президенты США Ричард Никсон и Джеймс Картер, а также кандидат на президентских выборах 72-го года Джордж МакГоверн.

## Построение сборника
«Большая охота на акул» разделена на 4 части и в неё входят следующие статьи:
Часть 1
- От автора
- Страх и отвращение в бункере
- Дерби в Кентукки упадочно и порочно
- Северные проблемы южного города
- Страх и отвращение на суперкубке
- Искушение Жан-Клода Килли
- Абсолютный фрилансер
- Телеграмма наложным платежом от Бешеного Пса
- Гении по всему миру держатся друг за друга, и стоит признать одного, как вибрация пробегает по всей цепочке
- Суперобложка книги «Страх и отвращение в Лас-Вегасе. Дикое путешествие в сердце Американской мечты»
- Беседа о Ральфе Стедмане и его книге «Америка» с доктором Хантером С. Томпсоном
- Странное громыхание в Ацтлане
- Сила фриков в Скалистых горах
- Меморандум спортивной редакции: так называемая паника «Иисус-психа»
- Мемуары о гадостном уик-энде в Вашингтоне

Часть 2
- Представляем: кукла «Ричард Никсон» (Пересмотренная модель 1968 года)
- От автора
- Июнь, 1972: колесница МакГоверна катится вперёд

Позднее в июле
Сентябрь
Октябрь
Эпитафия
- Записки от спортивной редакции и хамские замечания из камеры декомпрессии в Майами
- Страх и отвращение в «Уотергейте»: мистер Никсон обналичил чек
- Страх и отвращение в Вашингтоне: прижали мальчиков
- Страх и отвращение в Лимбо: дерьмо не тонет

Часть 3
- Путник слышит музыку гор там, где её играют
- Заплутавший американец в логове контрабандистов
- Почему к югу от границы часто дует ветер антигринго
- Демократия в Перу умирает, но, кажется, мало кто её оплакивает
- Инка с Анд: он тот, кто призраком обитает на руинах своей когда-то великой империи
- Бразильпальба
- Пустячные письма с дороги из Арубы в Рио
- Что заманило Хэмингуэя в Кетчум?
- Жизнь в эпоху Олджера, Грили и Дебса
- Марлон Брандо и переполох с правами индейцев на рыбную ловлю
- «Хэшбери» - столица хиппи
- Когда битники были светскими львами
- Не-студенческие левые
- Рисковые парни на мощных небесных машинах… уже не те, что раньше!
- «Шеф полиции»: профессиональный рупор сил правопрядка

Часть 4
- Великая охота на акулу
- Джимми Картер и большой «прыжок веры»
- Речь Джимми Картера на День права: Университет штата Джорджия, Афины, штат Джорджия
- Баньши воет, бизонятины требует
- Хулиганский цирк и изнасилование малолеток в Басс-Лейк
- Прах к праху и пепел к пеплу: похороны Матушки Майлза
- Добро пожаловать в Лас-Вегас: когда жизнь становится жуткой, жуть становится профессиональной
- Последнее танго в Вегасе: страх и отвращение в предбаннике
- Последнее танго в Вегасе: страх и отвращение в дальней комнате